# Пол Гудман (писател)
 Тази статия е за американския писател, психотерапевт и анархист Пол Гудман.  За други личности със същото име вижте Пол Гудман.  
Пол Гудман (на английски: Paul Goodman) е американски писател, драматург, поет и психотерапевт, широко известен като социален критик, анархистки философ и интелектуалец.
Автор на над 10 книги, сред които „Да отгледаш абсурд“ (Growing Up Absurd) и „Обществото на учените“ (The Community of Scholars), Гудман е активист на пацифисткото ляво движение през 1960-те години и често сочен като вдъхновител на студентското движение през това десетилетие. Лаик терапевт в продължение на няколко години, той е съосновател на гещалт терапията през 1940-те и 1950-те години. През 1952 г. заедно с Лаура Перлс създава Нюйоркския институт за гещалт терапия.